# Жена
Жена́ (супру́га) — женщина по отношению к партнёру, состоящему с ней в браке.

## Происхождение понятия
Этимологически происходит от праславянского *žena, от которого произошли аналогичные слова во всех славянских языках. Родственно др.-прусск. genno зв. п. «женщина!», др.-инд. jániṣ «жена, женщина», gnā «богиня», авест. gǝnā-, ɣǝnā, ɣnā «женщина, жена», ǰaini — то же, арм. kin, готск. 𐌵𐌹𐌽𐍉 (qinō) «жена, супруга», 𐌵𐌴𐌽𐍃 (qēns) — то же, греч. γυνή, беот. βανά «жена», ирл. ben, тохар. А śän, В śana «женщина». В индоевропейском языке понятие «женщина, жена» было связано с понятием «рождать», «родить».
Слово «жена» того же корня, что «генетика» и лат. genus («род»); значение «жена» вторично значению «женщина»..

## Описание
Замужняя женщина — женщина, находящаяся в браке с мужчиной (замужестве).
А добрая жена главу своему мужу гребнемь чешеть и милуеть его.
А злая жена по рту и по зубом батогом бьеть не отмахивая, злая жена.«Слова о добрых и злых жёнах»
В обиходе также употребляется неверное понятие гражданская жена — женщина по отношению к партнёру, с которым она проживает, совместно ведёт хозяйство и/или даже растит детей, но которая не зарегистрировала официально свои отношения с ним путём бракосочетания. Такие отношения (незарегистрированный брак) в быту часто называются «гражданским браком». Однако такое словоупотребление с терминологической точки зрения ошибочно, ибо в семейном праве ранее «гражданским» назывался брак, заключённый в светских органах власти (в противоположность церковному браку, заключённому в церкви). Современный российский семейный кодекс 2015 года такого термина не содержит. Синонимом «гражданского брака» является «сожительство».
В некоторых странах, например, в Канаде, Испании, Франции, Бельгии, Нидерландах, Португалии, ЮАР, Швеции, Норвегии, Исландии и Аргентине законодательство признаёт также однополые браки. В этих странах термин «жена» может употребляться по отношению к каждому из супругов.